# هلال الأشول
هلال أحمد الأشول (مواليد 15 يناير 1973) هو عالم أعصاب وكيميائي يمني أمريكي. وهو حاليًا أستاذ مشارك في مدرسة لوزان الاتحادية للعلوم التطبيقية ومدير مختبر الأبحاث الجزيئية لانحلال الأعصاب. تركز أبحاثه على اختلال البروتين وتجمعه في التسبب في مرض الزهايمر ومرض باركنسون.

## النشأة والتعليم
ولد هلال الأشول في مدينة تعز في 15 يناير 1973. هاجر جده إلى الولايات المتحدة سنة 1934، والتحق به والده سنة 1956. وفي عام 1990، غادر الدكتور الأشول مدرسة الفاروق الثانوية بمدينة تعز، في سن الخامسة عشرة للالتحاق بجامعة مدينة نيويورك، التي تخرج منها بدرجة البكالوريوس مع مرتبة الشرف في الكيمياء عام 1994. ثم حصل على درجة الدكتوراه بشكل مشترك من جامعة تكساس إيه آند إم ومعهد سكريبس للأبحاث عام 2000، حيث عمل على اختلال البروتين وتجميعه تحت إشراف جيفري دبليو. كيلي.

## الحياة العلمية
عمل بعد الدكتوراه بمرتبة «زميل باحث» في معهد بيكوار للأبحاث الطبية في «لونج آيلاند نيويورك». ثم انتقل بدءا من عام 2001 إلى كلية الطب بجامعة هارفارد ومستشفى بريجهام والنساء في مختبرات بيتر لانسبري وديفيد كالاواي إلى عام 2004 كزميل باحث في مركز الأمراض العصبية، حيث تمت ترقيته لاحقاً إلى مرتبة محاضر في علم الأعصاب في كلية الطب بجامعة هارفارد. وفي عام 2005، أنشأ مجموعته البحثية الخاصة في مدرسة لوزان الاتحادية للعلوم كأستاذ مساعد دائم، وتمت ترقيته إلى أستاذ مشارك في عام 2011.
إلى جانب منصبه الحالي في مدرسة لوزان، كان هلال الأشول أيضًا أستاذًا مشاركًا زائرًا في قسم طب الأعصاب وعلوم الأعصاب بجامعة ستانفورد في الفترة من 2012 إلى 2013، وعمل كمدير تنفيذي لمعهد قطر لبحوث الطب الحيوي، وأستاذًا في جامعة حمد بن خليفة من 2014 إلى 2016.

## الأبحاث
تركز أبحاث بروفيسور الأشول على توضيح الآليات الجزيئية لمرضي الألزهايمر وباركنسون ووضع استراتيجيات علاجية جديدة لهما. يحصل مختبر الأشول على الدعم لإجراء الأبحاث من عدة مؤسسات ومنظمات عالمية وقد تم ترشيحه مؤخراً للحصول على جائزتين عالميتين مرموقتين هما جائزة حدود العلوم البشرية للباحثين الشباب وجائزة المجلس الأوروبي للبحث العلمي، وبلغت قيمتهما 2.5 مليون دولار منحت للدكتور الأشول لترجمة بعض أفكاره البحثية. نشر الأشول ثمانين بحثاً علمياً في مجلات علمية عالية المستوى ولديه ثلاث براءات اختراع في استراتيجيات جديدة لمنع تجمع البروتين وعلاج أمراض المناعة الذاتية والالتهابات، وتلقى أكثر من 100 دعوة لإلقاء محاضرات منذ عام 2002. كما أنه محكم وعضو هيئة تحرير في العديد من المجلات الدولية ووكالات التمويل.

## الأعمال
هلال الأشول هو مؤسس شركة ND BioSciences، وهي شركة ناشئة في مجال التكنولوجيا الحيوية تم إنشاؤها في عام 2019 بهدف تطوير وتوفير التقنيات والخدمات لتسريع تطوير التشخيص المبكر والعلاجات للأمراض التنكسية العصبية. قامت الشركة بتطوير تقنيات تمكن من إعادة إنتاج البروتينات والأنواع المرضية الموجودة في الدماغ والسوائل البيولوجية للمرضى الذين يعانون من أمراض التنكس العصبي، على المستويين الكيميائي الحيوي والبنيوي.
في عام 2019، حصلت الشركة على منحة مؤسسة مايكل جيه فوكس لأبحاث مرض باركنسون (MJFF) لبرنامجها لعلوم واكتشاف البروتين.

## وصلات خارجية
- website  على فيسبوك.